# Utah Stars 1975-1976
La stagione 1975-76 degli Utah Stars fu la 9ª e ultima nella ABA per la franchigia.
Gli Utah Stars fallirono dopo sole 16 partite dall'inizio del campionato. Ufficialmente vennero classificati ottavi nella regular season con un record di 4-12.

## Roster
| N°    | Naz.                   | Ruolo | Sportivo       | Anno | Alt. | Peso |
| ----- | ---------------------- | ----- | -------------- | ---- | ---- | ---- |
| 10    | Stati Uniti (bandiera) | G     | Joe Hamilton   | 1948 | 178  | 73   |
| 11-30 | Stati Uniti (bandiera) | GA    | George Carter  | 1944 | 193  | 95   |
| 14    | Stati Uniti (bandiera) | A     | Ken Gardner    | 1949 | 196  | 93   |
| 15    | Stati Uniti (bandiera) | G     | John Roche     | 1949 | 191  | 77   |
| 20    | Stati Uniti (bandiera) | G     | Al Smith       | 1947 | 185  | 84   |
| 24    | Stati Uniti (bandiera) | GA    | Ron Boone      | 1946 | 188  | 91   |
| 25    | Stati Uniti (bandiera) | C     | Jim Eakins     | 1946 | 211  | 98   |
| 32    | Stati Uniti (bandiera) | C     | Randy Denton   | 1949 | 208  | 109  |
| 33    | Stati Uniti (bandiera) | A     | Dwaine Dillard | 1949 | 198  | 104  |
| 34    | Stati Uniti (bandiera) | A     | Steve Green    | 1953 | 201  | 100  |
| 42    | Stati Uniti (bandiera) | A     | Don Washington | 1952 | 203  | 95   |
| 44    | Stati Uniti (bandiera) | AC    | Goo Kennedy    | 1949 | 196  | 93   |

## Staff tecnico
- Allenatore: Tom Nissalke
- Vice-allenatore: Del Harris